# 粉紅地圖計劃

粉紅地圖計劃-葡萄牙聲稱自身對安哥拉和莫桑比克之間的土地擁有主權。

粉紅地圖計劃（葡萄牙語：Mapa cor-de-rosa）是一份由葡萄牙里斯本地理協會於1890年所提出的計劃。葡萄牙在該計劃中聲稱自身對安哥拉和莫桑比克之間的非洲土地擁有主權，其範圍大約是今天贊比亞、津巴布韋和馬拉維的部分或全部疆土，而由於當時葡萄牙方面將上述所聲稱擁有主權的土地範圍在地圖上均標註為粉紅色，計劃也因此而得名。
然而，粉紅地圖計劃與英國塞西爾·約翰·羅德斯爵士所提出的「開普敦到開羅紅線」計劃的利益互相衝突，引發起兩國對這此地區的領土主權爭議，最後導致英國向葡萄牙發出最後通牒。葡萄牙被迫讓步，造成對葡萄牙王室形象的嚴重損害，以及引發隨後興起的共和運動。

## 歷史背景

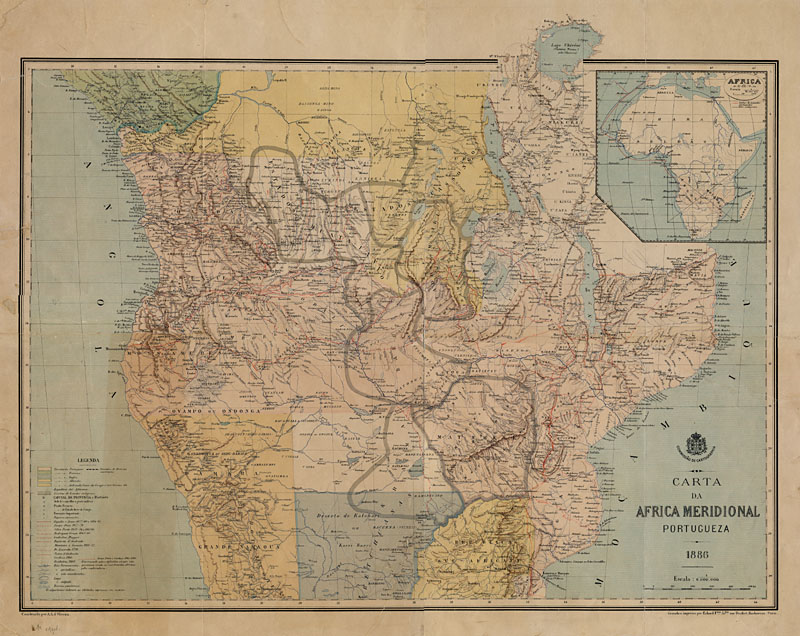
粉紅地圖正本

19世紀是歐洲殖民主義的高峰，然而隨着巴西的獨立，葡萄牙已失去其在南美洲的全部領土，在亞洲亦只保留為數不多的據點。在這一環境下，葡萄牙殖民主義的重點是擴大在非洲的勢力範圍，以便與其他歐洲列強競爭。
當時葡萄牙在非洲的殖民地包括今日的佛得角、聖多美和普林西比、幾內亞比紹、安哥拉和莫桑比克。19世紀末，隨着英國、法國及德國在非洲的勢力日增，逐漸威脅到安哥拉和莫桑比克沿海地區的葡萄牙傳統霸權，為此葡萄牙必須制定新的非洲殖民政策。
葡萄牙自16世纪起即占领了莫桑比克海岸的部分地区。根據其作為首個佔領非洲的歐洲國家的所謂「歷史權利」，葡萄牙聲稱其擁有非洲大陸廣大地區的主權，但事實上它在赤道以南非洲的有效统治有限，只佔據了沿海貿易站和周圍非常小的領土。葡属安哥拉包括罗安达和本格拉周边地区，以及一些葡萄牙宣称拥有宗主权但实际上几乎独立的城镇，包括最北端的安布里斯。然而，從1870年代開始，葡萄牙知道「歷史權利」不再足夠證明其擁有非洲大陸的主權，因此，葡萄牙人開始籌備非洲內陸的開發計劃，以擴大實際佔領的土地範圍，並於1877年，由探險家亞歷山大‧德塞爾帕‧平托、埃梅內希爾多爾梅‧卡佩盧和羅伯托‧伊文思組成一支探險隊伍，對安哥拉和莫桑比克之間的土地進行勘探。

## 粉紅地圖計劃始末
作為連接兩個葡屬殖民地（安哥拉及莫桑比克）的項目，是葡萄牙在19世紀下半葉的主要計劃。然而，英國是不能接受這種想法的。因為英國希望從北非的開羅到南非的開普敦 兩城之間都有自己的領土，即非洲縱向佔領政策。塞西爾·約翰·羅德斯爵士的計劃即等於要從非洲中畫一條縱貫線；而葡萄牙的粉紅地圖計劃卻希望葡屬非洲的領土呈橫線地连接东西海岸。

## 英国最后通牒
因为葡萄牙和英国在非洲的利益在这些地区衝突，英国首相第三代索尔兹伯里勋爵于1890年1月11日向葡萄牙政府發出最後通牒，要求葡萄牙军队撤出马绍纳兰和马塔贝莱兰（现津巴布韦）以及希雷-尼亚萨地区（现马拉维）。这意味着英国开始对一些领土宣称拥有主权，而其中一些领土几个世纪以来一直由葡萄牙宣称拥有主权。安哥拉的边界没有争议，因为两个国家都没有有效占领人口稀少的边境地区。史学家认为，索尔兹伯里勋爵政府当时处于外交孤立，担心粉红地图计划的成功会让他们蒙羞，因而采取了可能导致战争的策略。
該最後通牒最終迫使葡萄牙國王卡洛斯一世作出讓步，令粉紅地圖計劃正式結束。葡萄牙国内反英情绪高涨并引发暴乱。國王對最後通牒的懦弱反應被共和黨人利用以突顯葡萄牙王室的不濟，并于1891年1月在波尔图发起了武装政变但失败。
在葡萄牙王室威信不斷下降之時，卡洛斯國王和王儲路易斯·菲利佩在1908年里斯本一場弒君行動中被殺，路易斯菲利佩的弟弟，曼努埃爾，接任為葡萄牙國王曼努埃爾二世。兩年後，葡萄牙最终因革命废除了君主制而成為共和國。

## 外部連結
- 官方版本的粉紅地圖 （页面存档备份，存于）